# 下寮 (雲林縣四湖鄉)
下寮，原寫為下藔，是臺灣雲林縣四湖鄉的一個傳統地域名稱，位於該鄉中部略偏東南。相較於今日行政區，其範圍大致包括湖寮村中央大部分地區、湖西村西南部凸出部分的南大半部、四湖村西南部、鹿場村西端、蔡厝村東北部的北側中央地帶。

## 歷史
臺灣清治末期至日治初期，下寮地區為一（舊制）街庄，稱為「下藔庄」，隸屬於尖山堡。該北邊東段與四湖庄為鄰，東與鹿場庄為鄰，南邊為蔡厝庄，西邊南段及中段分別為外埔庄、內湖庄，西邊北段及北邊西段為羊稠厝庄。
1901年（日治明治三十四年）11月，全臺廢縣廳改設二十廳，該庄隸屬於斗六廳。1903年（明治三十六年）6月，該庄編入「牛挑灣區」，隸屬於斗六廳。1909年（明治四十二年）10月，合併二十廳為十二廳，牛挑灣區改隸屬於嘉義廳。1920年（大正九年），全臺地方制度大改正，廢十二廳改設五州二廳，該庄改制並雅化為「下寮」大字，隸屬於臺南州北港郡四湖庄（新制街庄）。
戰後四湖庄改制為四湖鄉，隸屬於臺南縣，大字亦改制為村。1950年10月，雲、嘉、南分治，四湖鄉改隸屬雲林縣。

## 聚落
本地區發展較早的聚落有下藔、咯內等，在日治期初期的官方地圖上已有記載。

## 交通
縣道155號（中正路）是臺西鄉五條港至北港的道路，經過本地區西南部。由該道路向西北微北可前往四湖鄉市區、臺西鄉，並止於五條港的省道台17線與台61線共線路口；向東南微南可前往水林鄉東北部、北港鎮，並止於北港市區的省道台19線路口。
鄉道雲132線是廣溝至鹿場的道路，經過本地區中部。由該道路向西北西可前往羊稠厝地區南端、內湖地區中部、飛沙地區南部、飛沙/下崙交界地帶、下崙/三條崙交界地帶、三條崙/萡子寮交界地帶、萡子寮地區北部，並止於該地區北部廣溝厝聚落南側的鄉道雲131線路口；向東可前往鹿場地區西部，並止於該地區西部近邊界地帶中段的一個三叉路口（本地區咯內聚落東北郊）。
鄉道雲136線是下崙至下鹿場（應為頂鹿場）的道路，經過本地區南部的下寮聚落。由該道路向西微北可前往內湖/外埔交界地帶、下崙，並止於省道台17線路口；向東可前往鹿場，並止於該地區東部略偏北的鄉道雲165-1線路口（頂鹿場聚落北北東郊）。
鄉道雲136-1線是四湖至蔡厝的道路，其北側端點（起點）位於本地區東北部的縣道155號路口（四湖聚落南郊）。由此向西轉南南西，可前往蔡厝地區東北部，並止於鄉道雲136線路口（蔡厝聚落東北郊）。
鄉道雲137線是施厝湖至蘇水尾的道路，經過本地區下寮聚落。由該道路向北北東可前往羊稠厝地區中部偏東南，並止於縣道160號路口（下湖聚落西郊）；向南南西可前往蔡厝地區中部、謝厝寮地區東部的蘇水尾聚落，並止於鄉道雲140-1線終點路口。
鄉道雲139線（中湖街）是中湖至蔡厝的道路，其南側端點（終點）位於本地區南部邊界地帶的鄉道雲136線路口（蔡厝聚落北北西郊）。由此向北北東可前往羊稠厝地區東部的中湖聚落東北郊，並止於縣道155號路口。

## 產業
- 臺糖下寮農場